# شيلدبرايش 2023
شيلدبرايش 2023 (بالفرنسية: Grand Prix de l'Escaut 2023)‏ هو سباق دراجات هوائية، وهو الموسم 111 من شيلدبرايش، وأقيم في 5 أبريل 2023 ضمن سباقات سلسلة سباقات الاتحاد الدولي للدراجات للمحترفين 2023.
فاز بالمركز الأول جاسبر فيليبسين، وفاز بالمركز الثاني سام ويلسفورد، وفاز بالمركز الثالث مارك كافنديش.

## الفرق
| فرق عالمية (10)- Alpecin-Deceuninck - Astana Qazaqstan Team - Bora-Hansgrohe - Cofidis - Intermarché-Circus-Wanty - Soudal Quick-Step - Arkéa-Samsic - Team DSM - Team Jayco AlUla - Trek-Segafredo فرق برو (10)- بنجوال باوليز ساوكس دبليو بي ‏ - بولتون إكوتيز بلاك سبوك برو سايكلنج 2023 ‏ - Human Powered Health - Israel-Premier Tech - Lotto Dstny - Q36.5 Pro Cycling Team ‏ - Team Solution Tech–Vini Fantini ‏ - سبورت فلاندرين بالويس ‏ - تيم نوفو نورديسك ‏ - أونو اكس برو سايكلنج تيم 2023 ‏ فريق قاري- بيت سايكلنج 2023 ‏ |  |
| |  |

## المشاركون
| أونو-إكس موبيليتي ‏ UXT | أونو-إكس موبيليتي ‏ UXT | أونو-إكس موبيليتي ‏ UXT |
| ---------------------- | ---------------------- | ---------------------- |
| م                      | عداء                   | مرتبة                  |
| 1                      | ألكسندر كريستوف        | 88                     |
| 2                      | ماركوس هانسن           | لم يكمل السباق         |
| 3                      | Louis Bendixen ‏        | 133                    |
| 4                      | Tord Gudmestad ‏        | 89                     |
| 5                      | كريستوفر هالفورسن      | 17                     |
| 6                      | William Blume Levy ‏    | 130                    |
| 7                      | Søren Wærenskjold ‏     | 55                     |

| Soudal Quick-Step SOQ | Soudal Quick-Step SOQ  | Soudal Quick-Step SOQ |
| --------------------- | ---------------------- | --------------------- |
| م                     | عداء                   | مرتبة                 |
| 11                    | فابيو جاكوبسن (طريق)   | 35                    |
| 12                    | Tim Declercq ‏          | 96                    |
| 13                    | كاسبر بيدرسين          | لم يبدأ               |
| 14                    | Jannik Steimle ‏        | 95                    |
| 15                    | Bert Van Lerberghe ‏    | 45                    |
| 16                    | Stan Van Tricht ‏       | 90                    |
| 17                    | فلوريان سينيشال (طريق) | 46                    |

| Alpecin-Deceuninck ADC | Alpecin-Deceuninck ADC | Alpecin-Deceuninck ADC |
| ---------------------- | ---------------------- | ---------------------- |
| م                      | عداء                   | مرتبة                  |
| 21                     | جاسبر فيليبسين         | 1                      |
| 22                     | Jonas Rickaert ‏        | 34                     |
| 23                     | Robbe Ghys ‏            | 125                    |
| 24                     | Senne Leysen ‏          | 107                    |
| 25                     | ماثيو فان دير بيل      | 124                    |
| 26                     | رامون سينكلدام         | 52                     |
| 27                     | Lionel Taminiaux ‏      | 127                    |

| Intermarché-Circus-Wanty ICW | Intermarché-Circus-Wanty ICW | Intermarché-Circus-Wanty ICW |
| ---------------------------- | ---------------------------- | ---------------------------- |
| م                            | عداء                         | مرتبة                        |
| 31                           | Gerben Thijssen ‏             | 5                            |
| 32                           | Jasper Dejaegher ‏            | 58                           |
| 33                           | Julius Johansen ‏             | لم يكمل السباق               |
| 34                           | آرنه ماريت ‏                  | 47                           |
| 35                           | Madis Mihkels                | 20                           |
| 36                           | Roel van Sintmaartensdijk ‏   | 60                           |
| 37                           | Boy van Poppel ‏              | 77                           |

| Astana Qazaqstan Team AST | Astana Qazaqstan Team AST | Astana Qazaqstan Team AST |
| ------------------------- | ------------------------- | ------------------------- |
| م                         | عداء                      | مرتبة                     |
| 41                        | مارك كافنديش (طريق)       | 3                         |
| 42                        | سيس بول                   | 103                       |
| 43                        | Igor Chzhan ‏ (طريق)       | 61                        |
| 44                        | Yevgeniy Fedorov ‏         | 128                       |
| 45                        | ديمتري غروزديف            | 86                        |
| 46                        | Martin Laas ‏              | 114                       |
| 47                        | Gleb Syritsa ‏             | 82                        |

| Bora-Hansgrohe BOH | Bora-Hansgrohe BOH | Bora-Hansgrohe BOH |
| ------------------ | ------------------ | ------------------ |
| م                  | عداء               | مرتبة              |
| 51                 | Jordi Meeus ‏       | 15                 |
| 52                 | Shane Archbold ‏    | لم يبدأ            |
| 53                 | باتريك غامبر       | 87                 |
| 54                 | يوناس كوخ          | 109                |
| 55                 | ماركو هالر         | 112                |
| 56                 | ريان مولين         | 43                 |
| 57                 | داني فان بوبيل     | لم يكمل السباق     |

| Cofidis COF | Cofidis COF               | Cofidis COF |
| ----------- | ------------------------- | ----------- |
| م           | عداء                      | مرتبة       |
| 61          | ماكس والشيد               | 7           |
| 62          | André Carvalho (cyclist) ‏ | 106         |
| 63          | Eddy Finé ‏                | 50          |
| 64          | بيت اليجارت               | 44          |
| 65          | Christophe Noppe ‏         | 98          |
| 66          | Jelle Wallays ‏            | 104         |

| Arkéa-Samsic ARK | Arkéa-Samsic ARK | Arkéa-Samsic ARK |
| ---------------- | ---------------- | ---------------- |
| م                | عداء             | مرتبة            |
| 71               | Andrii Ponomar ‏  | 49               |
| 72               | Ewen Costiou ‏    | 30               |
| 73               | دايفيد ديكر      | 122              |
| 74               | هوغو هوفستيتر    | 56               |
| 75               | دانيال مكلاي     | 18               |
| 76               | Luca Mozzato ‏    | 16               |

| Team DSM DSM | Team DSM DSM          | Team DSM DSM |
| ------------ | --------------------- | ------------ |
| م            | عداء                  | مرتبة        |
| 81           | سام ويلسفورد          | 2            |
| 82           | Tobias Lund Andresen ‏ | 131          |
| 83           | Alberto Dainese ‏      | 117          |
| 84           | Niklas Märkl ‏         | 116          |
| 85           | Tim Naberman ‏         | 132          |
| 86           | Casper van Uden ‏      | 22           |
| 87           | الكسندر ادموندسون     | 66           |

| Team Jayco AlUla JAY | Team Jayco AlUla JAY | Team Jayco AlUla JAY |
| -------------------- | -------------------- | -------------------- |
| م                    | عداء                 | مرتبة                |
| 91                   | ديلان جروينويغن      | 4                    |
| 92                   | زدينيك ستيبار        | 126                  |
| 93                   | لوكا ميزجيك          | 91                   |
| 94                   | لوكاس بوستلبيرغر     | 129                  |
| 95                   | Blake Quick ‏         | 119                  |
| 96                   | Elmar Reinders ‏      | 100                  |
| 97                   | كامبل ستيوارت        | 92                   |

| Trek-Segafredo TFS | Trek-Segafredo TFS    | Trek-Segafredo TFS |
| ------------------ | --------------------- | ------------------ |
| م                  | عداء                  | مرتبة              |
| 101                | إدوارد ثيونس          | 6                  |
| 102                | Mathias Vacek ‏        | 53                 |
| 103                | Marc Brustenga ‏       | 121                |
| 104                | Daan Hoole ‏           | 123                |
| 105                | Emīls Liepiņš ‏ (طريق) | 42                 |
| 106                | Otto Vergaerde ‏       | 36                 |

| Lotto Dstny LTD | Lotto Dstny LTD  | Lotto Dstny LTD |
| --------------- | ---------------- | --------------- |
| م               | عداء             | مرتبة           |
| 111             | كاليب إيوان      | 8               |
| 112             | جاسبر دي بويست   | 32              |
| 113             | Jarrad Drizners ‏ | 118             |
| 114             | جاكوبو غوارنييري | 93              |
| 115             | روديجر سليج      | 102             |
| 116             | ميكل شوارزمان    | 120             |
| 117             | Liam Slock ‏      | 134             |

| Israel-Premier Tech IPT | Israel-Premier Tech IPT | Israel-Premier Tech IPT |
| ----------------------- | ----------------------- | ----------------------- |
| م                       | عداء                    | مرتبة                   |
| 121                     | ريك تسابل               | 54                      |
| 122                     | إيتامار أينهورن (طريق)  | 9                       |
| 123                     | تاج جونز ‏               | 14                      |
| 124                     | Riley Pickrell ‏         | 28                      |
| 125                     | Jens Reynders ‏          | 37                      |
| 126                     | Rotem Tene ‏             | 57                      |
| 127                     | جياكومو نيزولو          | 10                      |

| بنجوال باوليز ساوكس دبليو بي ‏ BWB | بنجوال باوليز ساوكس دبليو بي ‏ BWB | بنجوال باوليز ساوكس دبليو بي ‏ BWB |
| --------------------------------- | --------------------------------- | --------------------------------- |
| م                                 | عداء                              | مرتبة                             |
| 131                               | Louis Blouwe ‏                     | 75                                |
| 132                               | Dorian De Maeght ‏                 | 108                               |
| 133                               | Cériel Desal ‏                     | 70                                |
| 134                               | Alexander Salby ‏                  | 33                                |
| 135                               | Guillaume Van Keirsbulck ‏         | 69                                |
| 136                               | Karl Patrick Lauk ‏                | 40                                |
| 137                               | Thibaut Bernard ‏                  | 71                                |

| بلاك سبوك برو سايكلنج ‏ BEB | بلاك سبوك برو سايكلنج ‏ BEB | بلاك سبوك برو سايكلنج ‏ BEB |
| -------------------------- | -------------------------- | -------------------------- |
| م                          | عداء                       | مرتبة                      |
| 141                        | آرون جيت                   | 31                         |
| 142                        | Ethan Batt ‏                | لم يكمل السباق             |
| 143                        | أولي جونز ‏                 | 63                         |
| 144                        | Luke Mudgway ‏              | 84                         |
| 145                        | Mitchel Fitzsimons ‏        | 74                         |
| 146                        | Josh Kench ‏                | لم يكمل السباق             |
| 147                        | روري تاونسند ‏ (طريق)       | 21                         |

| Human Powered Health HPM | Human Powered Health HPM | Human Powered Health HPM |
| ------------------------ | ------------------------ | ------------------------ |
| م                        | عداء                     | مرتبة                    |
| 151                      | أوقست جنسن               | 25                       |
| 152                      | Stanisław Aniołkowski ‏   | 11                       |
| 153                      | آلان باناسيك             | لم يكمل السباق           |
| 154                      | آدم دي فوس               | 19                       |
| 155                      | كيج هيشت                 | 105                      |
| 156                      | فيسل كرول ‏               | 72                       |
| 157                      | Gijs Van Hoecke ‏         | 68                       |

| Q36.5 Pro Cycling Team ‏ Q36 | Q36.5 Pro Cycling Team ‏ Q36 | Q36.5 Pro Cycling Team ‏ Q36 |
| --------------------------- | --------------------------- | --------------------------- |
| م                           | عداء                        | مرتبة                       |
| 161                         | ماتيو موشيتي                | 13                          |
| 162                         | Filippo Conca ‏              | 110                         |
| 163                         | Alessandro Fedeli ‏          | 101                         |
| 164                         | توبياس لودفيجسون            | 99                          |
| 165                         | Nicolò Parisini ‏            | 65                          |
| 166                         | Antonio Puppio ‏             | 83                          |
| 167                         | Kamil Małecki ‏              | 79                          |

| Team Solution Tech–Vini Fantini ‏ COR | Team Solution Tech–Vini Fantini ‏ COR | Team Solution Tech–Vini Fantini ‏ COR |
| ------------------------------------ | ------------------------------------ | ------------------------------------ |
| م                                    | عداء                                 | مرتبة                                |
| 171                                  | Alexander Konychev ‏                  | 29                                   |
| 172                                  | Antonio Barać ‏                       | 80                                   |
| 173                                  | Giulio Masotto ‏                      | 136                                  |
| 174                                  | Simone Olivero ‏                      | 67                                   |
| 175                                  | Lorenzo Quartucci ‏                   | 39                                   |
| 176                                  | أتيليو فيفياني ‏                      | 23                                   |
| 177                                  | Samuele Zambelli ‏                    | 24                                   |

| سبورت فلاندرين بالويس ‏ TFB | سبورت فلاندرين بالويس ‏ TFB | سبورت فلاندرين بالويس ‏ TFB |
| -------------------------- | -------------------------- | -------------------------- |
| م                          | عداء                       | مرتبة                      |
| 181                        | Ruben Apers ‏               | 94                         |
| 182                        | Lindsay De Vylder ‏         | 27                         |
| 183                        | Sander De Pestel ‏          | 64                         |
| 184                        | Vito Braet ‏                | 41                         |
| 185                        | أليكس كولمان ‏              | 62                         |
| 186                        | Ward Vanhoof ‏              | 51                         |
| 187                        | غيليس دي وايلد ‏            | 85                         |

| تيم نوفو نورديسك ‏ TNN | تيم نوفو نورديسك ‏ TNN   | تيم نوفو نورديسك ‏ TNN |
| --------------------- | ----------------------- | --------------------- |
| م                     | عداء                    | مرتبة                 |
| 191                   | Hamish Beadle ‏          | 59                    |
| 192                   | سام براند               | 73                    |
| 193                   | Joonas Henttala ‏        | 111                   |
| 194                   | Declan Irvine ‏          | 38                    |
| 195                   | Matyáš Kopecký ‏         | 12                    |
| 196                   | Filippo Ridolfo ‏        | 113                   |
| 197                   | Umberto Poli (cyclist) ‏ | 76                    |

| بيت سايكلنج ‏ BCY | بيت سايكلنج ‏ BCY  | بيت سايكلنج ‏ BCY |
| ---------------- | ----------------- | ---------------- |
| م                | عداء              | مرتبة            |
| 201              | ماتيس بوشلي       | 78               |
| 202              | Gil D'Heygere ‏    | 26               |
| 203              | Bram Dissel‏       | 115              |
| 204              | Yoeri Havik ‏      | 48               |
| 205              | Vincent Hoppezak ‏ | 135              |
| 206              | Emiel Vermeulen ‏  | 97               |
| 207              | Thijs Zonneveld ‏  | 81               |

| أونو-إكس موبيليتي ‏ UXT | أونو-إكس موبيليتي ‏ UXT | أونو-إكس موبيليتي ‏ UXT |
| ---------------------- | ---------------------- | ---------------------- |
| م                      | عداء                   | مرتبة                  |
| 1                      | ألكسندر كريستوف        | 88                     |
| 2                      | ماركوس هانسن           | لم يكمل السباق         |
| 3                      | Louis Bendixen ‏        | 133                    |
| 4                      | Tord Gudmestad ‏        | 89                     |
| 5                      | كريستوفر هالفورسن      | 17                     |
| 6                      | William Blume Levy ‏    | 130                    |
| 7                      | Søren Wærenskjold ‏     | 55                     |

| Soudal Quick-Step SOQ | Soudal Quick-Step SOQ  | Soudal Quick-Step SOQ |
| --------------------- | ---------------------- | --------------------- |
| م                     | عداء                   | مرتبة                 |
| 11                    | فابيو جاكوبسن (طريق)   | 35                    |
| 12                    | Tim Declercq ‏          | 96                    |
| 13                    | كاسبر بيدرسين          | لم يبدأ               |
| 14                    | Jannik Steimle ‏        | 95                    |
| 15                    | Bert Van Lerberghe ‏    | 45                    |
| 16                    | Stan Van Tricht ‏       | 90                    |
| 17                    | فلوريان سينيشال (طريق) | 46                    |

| Alpecin-Deceuninck ADC | Alpecin-Deceuninck ADC | Alpecin-Deceuninck ADC |
| ---------------------- | ---------------------- | ---------------------- |
| م                      | عداء                   | مرتبة                  |
| 21                     | جاسبر فيليبسين         | 1                      |
| 22                     | Jonas Rickaert ‏        | 34                     |
| 23                     | Robbe Ghys ‏            | 125                    |
| 24                     | Senne Leysen ‏          | 107                    |
| 25                     | ماثيو فان دير بيل      | 124                    |
| 26                     | رامون سينكلدام         | 52                     |
| 27                     | Lionel Taminiaux ‏      | 127                    |

| Intermarché-Circus-Wanty ICW | Intermarché-Circus-Wanty ICW | Intermarché-Circus-Wanty ICW |
| ---------------------------- | ---------------------------- | ---------------------------- |
| م                            | عداء                         | مرتبة                        |
| 31                           | Gerben Thijssen ‏             | 5                            |
| 32                           | Jasper Dejaegher ‏            | 58                           |
| 33                           | Julius Johansen ‏             | لم يكمل السباق               |
| 34                           | آرنه ماريت ‏                  | 47                           |
| 35                           | Madis Mihkels                | 20                           |
| 36                           | Roel van Sintmaartensdijk ‏   | 60                           |
| 37                           | Boy van Poppel ‏              | 77                           |

| Astana Qazaqstan Team AST | Astana Qazaqstan Team AST | Astana Qazaqstan Team AST |
| ------------------------- | ------------------------- | ------------------------- |
| م                         | عداء                      | مرتبة                     |
| 41                        | مارك كافنديش (طريق)       | 3                         |
| 42                        | سيس بول                   | 103                       |
| 43                        | Igor Chzhan ‏ (طريق)       | 61                        |
| 44                        | Yevgeniy Fedorov ‏         | 128                       |
| 45                        | ديمتري غروزديف            | 86                        |
| 46                        | Martin Laas ‏              | 114                       |
| 47                        | Gleb Syritsa ‏             | 82                        |

| Bora-Hansgrohe BOH | Bora-Hansgrohe BOH | Bora-Hansgrohe BOH |
| ------------------ | ------------------ | ------------------ |
| م                  | عداء               | مرتبة              |
| 51                 | Jordi Meeus ‏       | 15                 |
| 52                 | Shane Archbold ‏    | لم يبدأ            |
| 53                 | باتريك غامبر       | 87                 |
| 54                 | يوناس كوخ          | 109                |
| 55                 | ماركو هالر         | 112                |
| 56                 | ريان مولين         | 43                 |
| 57                 | داني فان بوبيل     | لم يكمل السباق     |

| Cofidis COF | Cofidis COF               | Cofidis COF |
| ----------- | ------------------------- | ----------- |
| م           | عداء                      | مرتبة       |
| 61          | ماكس والشيد               | 7           |
| 62          | André Carvalho (cyclist) ‏ | 106         |
| 63          | Eddy Finé ‏                | 50          |
| 64          | بيت اليجارت               | 44          |
| 65          | Christophe Noppe ‏         | 98          |
| 66          | Jelle Wallays ‏            | 104         |

| Arkéa-Samsic ARK | Arkéa-Samsic ARK | Arkéa-Samsic ARK |
| ---------------- | ---------------- | ---------------- |
| م                | عداء             | مرتبة            |
| 71               | Andrii Ponomar ‏  | 49               |
| 72               | Ewen Costiou ‏    | 30               |
| 73               | دايفيد ديكر      | 122              |
| 74               | هوغو هوفستيتر    | 56               |
| 75               | دانيال مكلاي     | 18               |
| 76               | Luca Mozzato ‏    | 16               |

| Team DSM DSM | Team DSM DSM          | Team DSM DSM |
| ------------ | --------------------- | ------------ |
| م            | عداء                  | مرتبة        |
| 81           | سام ويلسفورد          | 2            |
| 82           | Tobias Lund Andresen ‏ | 131          |
| 83           | Alberto Dainese ‏      | 117          |
| 84           | Niklas Märkl ‏         | 116          |
| 85           | Tim Naberman ‏         | 132          |
| 86           | Casper van Uden ‏      | 22           |
| 87           | الكسندر ادموندسون     | 66           |

| Team Jayco AlUla JAY | Team Jayco AlUla JAY | Team Jayco AlUla JAY |
| -------------------- | -------------------- | -------------------- |
| م                    | عداء                 | مرتبة                |
| 91                   | ديلان جروينويغن      | 4                    |
| 92                   | زدينيك ستيبار        | 126                  |
| 93                   | لوكا ميزجيك          | 91                   |
| 94                   | لوكاس بوستلبيرغر     | 129                  |
| 95                   | Blake Quick ‏         | 119                  |
| 96                   | Elmar Reinders ‏      | 100                  |
| 97                   | كامبل ستيوارت        | 92                   |

| Trek-Segafredo TFS | Trek-Segafredo TFS    | Trek-Segafredo TFS |
| ------------------ | --------------------- | ------------------ |
| م                  | عداء                  | مرتبة              |
| 101                | إدوارد ثيونس          | 6                  |
| 102                | Mathias Vacek ‏        | 53                 |
| 103                | Marc Brustenga ‏       | 121                |
| 104                | Daan Hoole ‏           | 123                |
| 105                | Emīls Liepiņš ‏ (طريق) | 42                 |
| 106                | Otto Vergaerde ‏       | 36                 |

| Lotto Dstny LTD | Lotto Dstny LTD  | Lotto Dstny LTD |
| --------------- | ---------------- | --------------- |
| م               | عداء             | مرتبة           |
| 111             | كاليب إيوان      | 8               |
| 112             | جاسبر دي بويست   | 32              |
| 113             | Jarrad Drizners ‏ | 118             |
| 114             | جاكوبو غوارنييري | 93              |
| 115             | روديجر سليج      | 102             |
| 116             | ميكل شوارزمان    | 120             |
| 117             | Liam Slock ‏      | 134             |

| Israel-Premier Tech IPT | Israel-Premier Tech IPT | Israel-Premier Tech IPT |
| ----------------------- | ----------------------- | ----------------------- |
| م                       | عداء                    | مرتبة                   |
| 121                     | ريك تسابل               | 54                      |
| 122                     | إيتامار أينهورن (طريق)  | 9                       |
| 123                     | تاج جونز ‏               | 14                      |
| 124                     | Riley Pickrell ‏         | 28                      |
| 125                     | Jens Reynders ‏          | 37                      |
| 126                     | Rotem Tene ‏             | 57                      |
| 127                     | جياكومو نيزولو          | 10                      |

| بنجوال باوليز ساوكس دبليو بي ‏ BWB | بنجوال باوليز ساوكس دبليو بي ‏ BWB | بنجوال باوليز ساوكس دبليو بي ‏ BWB |
| --------------------------------- | --------------------------------- | --------------------------------- |
| م                                 | عداء                              | مرتبة                             |
| 131                               | Louis Blouwe ‏                     | 75                                |
| 132                               | Dorian De Maeght ‏                 | 108                               |
| 133                               | Cériel Desal ‏                     | 70                                |
| 134                               | Alexander Salby ‏                  | 33                                |
| 135                               | Guillaume Van Keirsbulck ‏         | 69                                |
| 136                               | Karl Patrick Lauk ‏                | 40                                |
| 137                               | Thibaut Bernard ‏                  | 71                                |

| بلاك سبوك برو سايكلنج ‏ BEB | بلاك سبوك برو سايكلنج ‏ BEB | بلاك سبوك برو سايكلنج ‏ BEB |
| -------------------------- | -------------------------- | -------------------------- |
| م                          | عداء                       | مرتبة                      |
| 141                        | آرون جيت                   | 31                         |
| 142                        | Ethan Batt ‏                | لم يكمل السباق             |
| 143                        | أولي جونز ‏                 | 63                         |
| 144                        | Luke Mudgway ‏              | 84                         |
| 145                        | Mitchel Fitzsimons ‏        | 74                         |
| 146                        | Josh Kench ‏                | لم يكمل السباق             |
| 147                        | روري تاونسند ‏ (طريق)       | 21                         |

| Human Powered Health HPM | Human Powered Health HPM | Human Powered Health HPM |
| ------------------------ | ------------------------ | ------------------------ |
| م                        | عداء                     | مرتبة                    |
| 151                      | أوقست جنسن               | 25                       |
| 152                      | Stanisław Aniołkowski ‏   | 11                       |
| 153                      | آلان باناسيك             | لم يكمل السباق           |
| 154                      | آدم دي فوس               | 19                       |
| 155                      | كيج هيشت                 | 105                      |
| 156                      | فيسل كرول ‏               | 72                       |
| 157                      | Gijs Van Hoecke ‏         | 68                       |

| Q36.5 Pro Cycling Team ‏ Q36 | Q36.5 Pro Cycling Team ‏ Q36 | Q36.5 Pro Cycling Team ‏ Q36 |
| --------------------------- | --------------------------- | --------------------------- |
| م                           | عداء                        | مرتبة                       |
| 161                         | ماتيو موشيتي                | 13                          |
| 162                         | Filippo Conca ‏              | 110                         |
| 163                         | Alessandro Fedeli ‏          | 101                         |
| 164                         | توبياس لودفيجسون            | 99                          |
| 165                         | Nicolò Parisini ‏            | 65                          |
| 166                         | Antonio Puppio ‏             | 83                          |
| 167                         | Kamil Małecki ‏              | 79                          |

| Team Solution Tech–Vini Fantini ‏ COR | Team Solution Tech–Vini Fantini ‏ COR | Team Solution Tech–Vini Fantini ‏ COR |
| ------------------------------------ | ------------------------------------ | ------------------------------------ |
| م                                    | عداء                                 | مرتبة                                |
| 171                                  | Alexander Konychev ‏                  | 29                                   |
| 172                                  | Antonio Barać ‏                       | 80                                   |
| 173                                  | Giulio Masotto ‏                      | 136                                  |
| 174                                  | Simone Olivero ‏                      | 67                                   |
| 175                                  | Lorenzo Quartucci ‏                   | 39                                   |
| 176                                  | أتيليو فيفياني ‏                      | 23                                   |
| 177                                  | Samuele Zambelli ‏                    | 24                                   |

| سبورت فلاندرين بالويس ‏ TFB | سبورت فلاندرين بالويس ‏ TFB | سبورت فلاندرين بالويس ‏ TFB |
| -------------------------- | -------------------------- | -------------------------- |
| م                          | عداء                       | مرتبة                      |
| 181                        | Ruben Apers ‏               | 94                         |
| 182                        | Lindsay De Vylder ‏         | 27                         |
| 183                        | Sander De Pestel ‏          | 64                         |
| 184                        | Vito Braet ‏                | 41                         |
| 185                        | أليكس كولمان ‏              | 62                         |
| 186                        | Ward Vanhoof ‏              | 51                         |
| 187                        | غيليس دي وايلد ‏            | 85                         |

| تيم نوفو نورديسك ‏ TNN | تيم نوفو نورديسك ‏ TNN   | تيم نوفو نورديسك ‏ TNN |
| --------------------- | ----------------------- | --------------------- |
| م                     | عداء                    | مرتبة                 |
| 191                   | Hamish Beadle ‏          | 59                    |
| 192                   | سام براند               | 73                    |
| 193                   | Joonas Henttala ‏        | 111                   |
| 194                   | Declan Irvine ‏          | 38                    |
| 195                   | Matyáš Kopecký ‏         | 12                    |
| 196                   | Filippo Ridolfo ‏        | 113                   |
| 197                   | Umberto Poli (cyclist) ‏ | 76                    |

| بيت سايكلنج ‏ BCY | بيت سايكلنج ‏ BCY  | بيت سايكلنج ‏ BCY |
| ---------------- | ----------------- | ---------------- |
| م                | عداء              | مرتبة            |
| 201              | ماتيس بوشلي       | 78               |
| 202              | Gil D'Heygere ‏    | 26               |
| 203              | Bram Dissel‏       | 115              |
| 204              | Yoeri Havik ‏      | 48               |
| 205              | Vincent Hoppezak ‏ | 135              |
| 206              | Emiel Vermeulen ‏  | 97               |
| 207              | Thijs Zonneveld ‏  | 81               |

## التصنيف العام النهائي
| التصنيف العام         | التصنيف العام    | التصنيف العام            | التصنيف العام | التصنيف العام |
| العداء                | العداء           | الفريق                   | الوقت         |               |
| --------------------- | ---------------- | ------------------------ | ------------- | ------------- |
| 1                     | جاسبر فيليبسين   | Alpecin-Deceuninck       | 4 س 25 د 38 ث |               |
| 2                     | سام ويلسفورد     | Team DSM                 | + 0 ث         |               |
| 3                     | مارك كافنديش     | Astana Qazaqstan Team    | + 0 ث         |               |
| 4                     | ديلان جروينويغن  | Jayco AlUla              | + 0 ث         |               |
| 5                     | Gerben Thijssen ‏ | Intermarché-Circus-Wanty | + 0 ث         |               |
| 6                     | إدوارد ثيونس     | تريك سيغافريدو           | + 0 ث         |               |
| 7                     | ماكس والشيد      | Cofidis                  | + 0 ث         |               |
| 8                     | كاليب إيوان      | Lotto Dstny              | + 0 ث         |               |
| 9                     | إيتامار أينهورن  | Israel-Premier Tech      | + 0 ث         |               |
| 10                    | جياكومو نيزولو   | Israel-Premier Tech      | + 0 ث         |               |
|                       |                  |                          |               |               |
| مصدر: ProCyclingStats |                  |                          |               |               |

## وصلات خارجية
- لمحة عن سباق شيلدبرايش 2023 على موقع  ProCyclingStats   (برو  سايكلنج  ستاتس) - إحصاءات  محترفي  الدراجات.
- شيلدبرايش 2023 على موقع إحصائيات الدراجات الإحترافية (الإنجليزية)